# Deutscher Handballbund

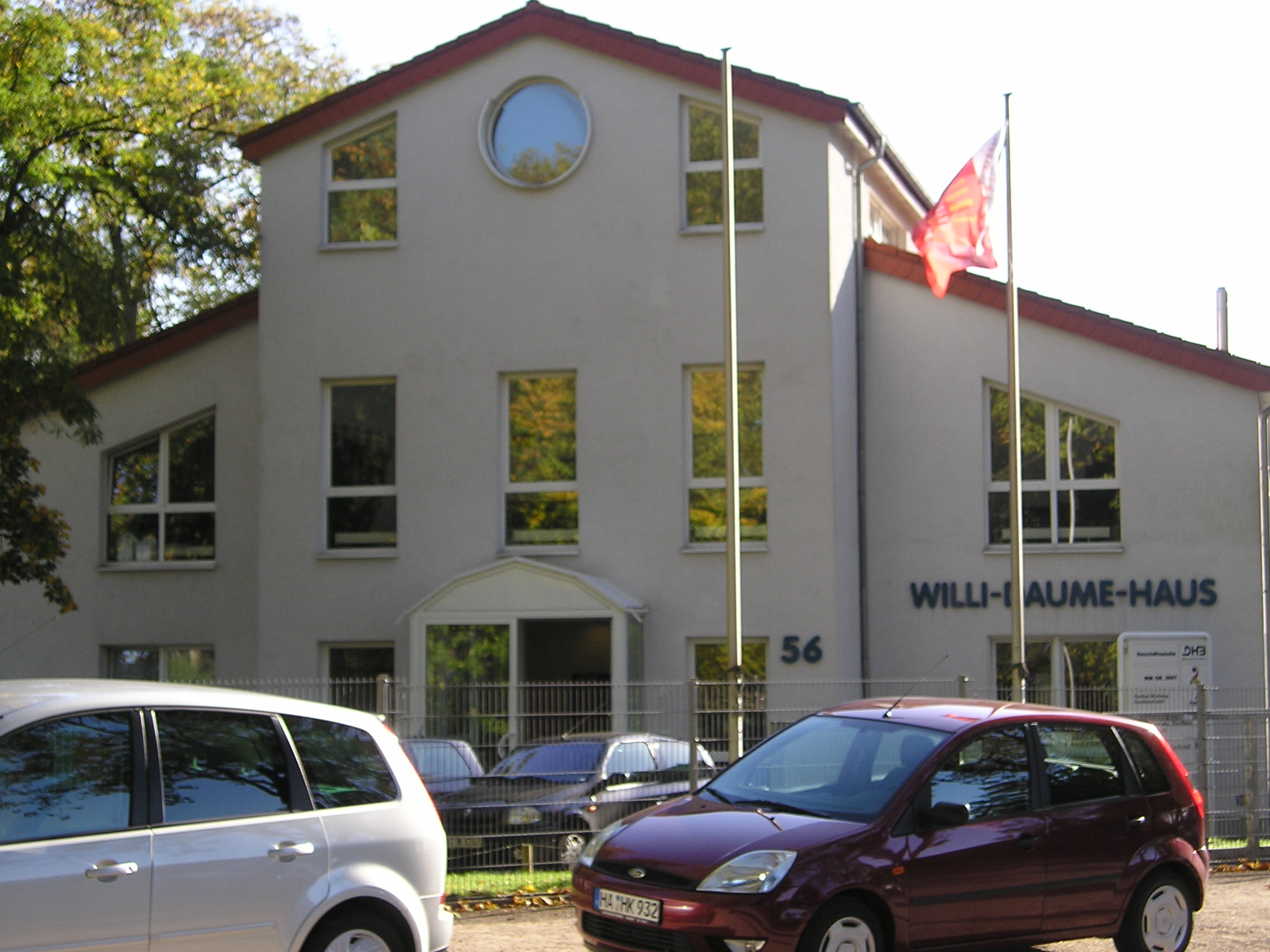
Das Willi-Daume-Haus in Dortmund ist der Sitz des DHB

Der Deutsche Handballbund (DHB) ist ein Zusammenschluss deutscher Handball-Regional- und Landesverbände. Mit über 736.000 Mitgliedern in rund 4.000 Vereinen mit etwa 22.000 Mannschaften gilt der Handballverband als weltweit größter Handball-Dachverband. Er wurde am 1. Oktober 1949 in Mülheim an der Ruhr gegründet. Der DHB ist ein eingetragener, gemeinnütziger Verein mit Sitz in Dortmund. Seine ordentlichen Mitglieder sind 18 Landesverbände und die Ligaverbände der Männer und Frauen.
Der DHB hat mit der Handballbundesliga (HBL) die Aufsicht über die Handball-Bundesligen und die Beteiligten (Spieler, Offizielle, Schiedsrichter usw.). Besonderen Raum in den Tätigkeiten nimmt die Aufstellung und Betreuung der verschiedenen Nationalteams aller Altersklassen ein. Im DHB werden außerdem Konzepte und Auslegungen (etwa von Regeln oder Anweisungen der Internationalen Handballföderation (IHF)) verbindlich für alle deutschen Verbände geregelt. Die 1991 ins Leben gerufene Marketinggesellschaft Handball Marketing Gesellschaft (HMG), kümmert sich um eine professionelle Präsentation der Marke Handball und ist exklusiver Inhaber der Vermarktungsrechte sämtlicher DHB-Produkte, wie den Nationalmannschaften, Schiedsrichtern der 1. und 2. Bundesliga, DHB-eigenen Veranstaltungen usw.

## Geschichte
Am 1. Oktober 1949 trafen sich in der Stadthalle in Mülheim an der Ruhr 46 Delegierte und gründeten den DHB. Willi Daume wurde zum ersten Präsidenten gewählt. Vorgängerverband des DHB war der im August 1947 in Kettwig ins Leben gerufene „Deutsche Arbeitsausschuß für Handball“ (DAH), der selbst schon Nachfolgeorganisation des im Herbst 1946 in Hamburg gegründeten „Deutschen Arbeitsausschusses für Handball in der Britischen Zone“ war. Daume hatte als Vorsitzender des Deutschen Arbeitsausschusses für Handball die Grundlagen für die Dachorganisation geschaffen.
Der Nordostdeutsche Handball-Verband wurde am 30. Juni 2011 aufgelöst. Der Südwestdeutsche Handballverband wurde zum 31. Dezember 2011 aufgelöst.

## Wettbewerbe

### Nationale Wettbewerbe
Folgende nationale Wettbewerbe werden unter dem Dach des DHB ausgetragen:
- Deutsche Meisterschaft
- DHB-Pokal
- DHB-Supercup
- A-Jugend-Bundesliga

#### Deutsche Meisterschaft
Die deutsche Meisterschaft ist sowohl im Männer- als auch im Frauenhandball der wichtigste nationale Titel. Der Deutsche Handballmeister der Männer wird seit 1949 ausgespielt. Erster Titelträger war die Sportvereinigung Polizei Hamburg, Rekordmeister ist der THW Kiel. Bei den Frauen wird der Deutsche Meister seit 1951 ausgespielt. Erster Titelträger war KWU Weimar, Rekordmeister ist der HC Leipzig.

#### DHB-Pokal
Es treten alle Bundesligisten der Vorsaison sowie weitere Vereine, die sich über regionale Pokalwettbewerbe qualifizieren, im K.-o.-System gegeneinander an.
Der DHB-Pokal der Frauen wird ebenso wie der DHB-Pokal der Männer seit 1975 ausgespielt. Erster Titelträger war der TSV GutsMuths Berlin, Rekordtitelträger ist der TSV Bayer 04 Leverkusen. Bei den Männer gewann den ersten Pokal der TSV Grün-Weiß Dankersen, Rekordtitelträger ist der THW Kiel.

### Internationale Wettbewerbe

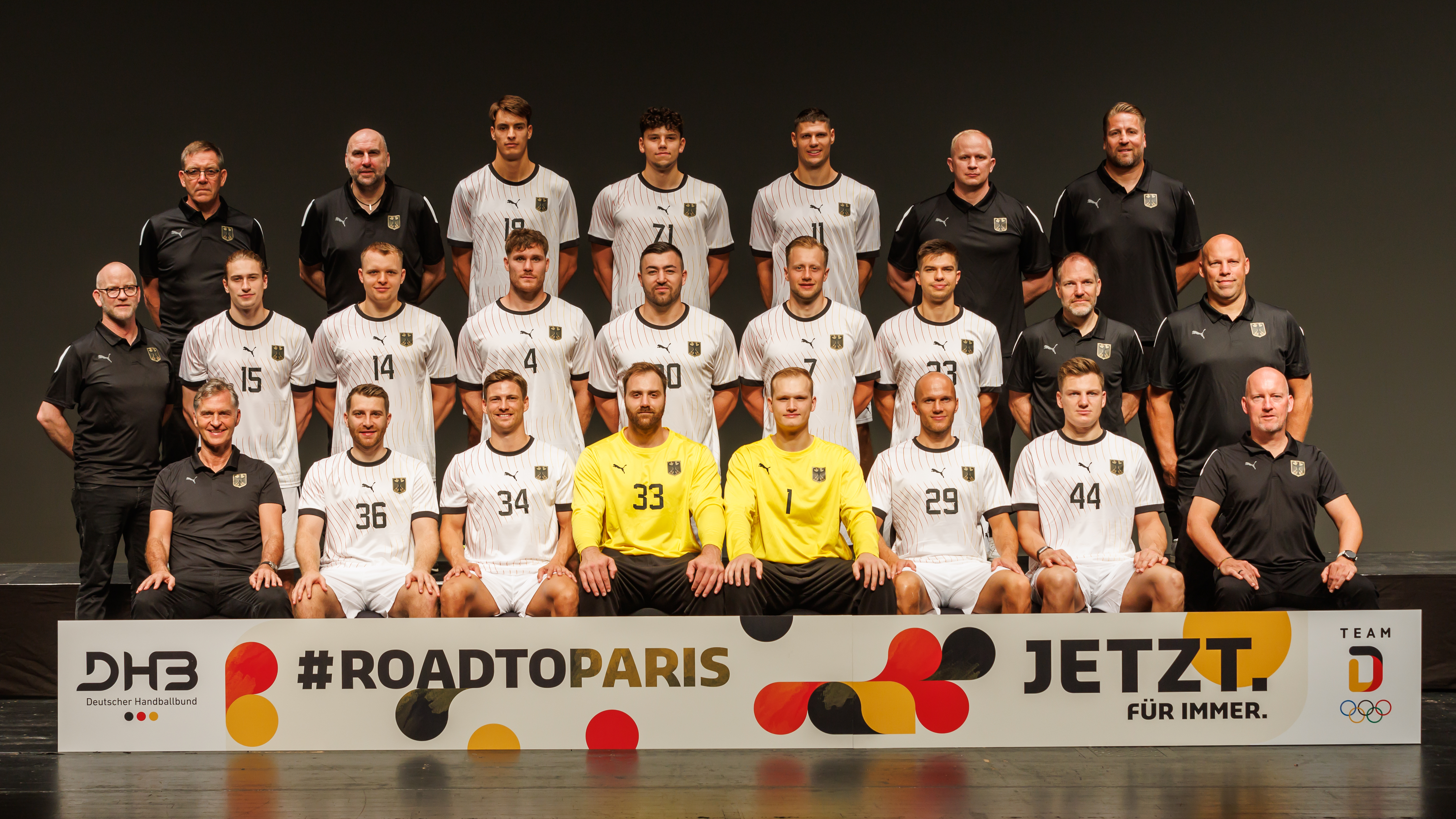
Die deutsche Handballnationalmannschaft der Männer am 20. Juli 2024

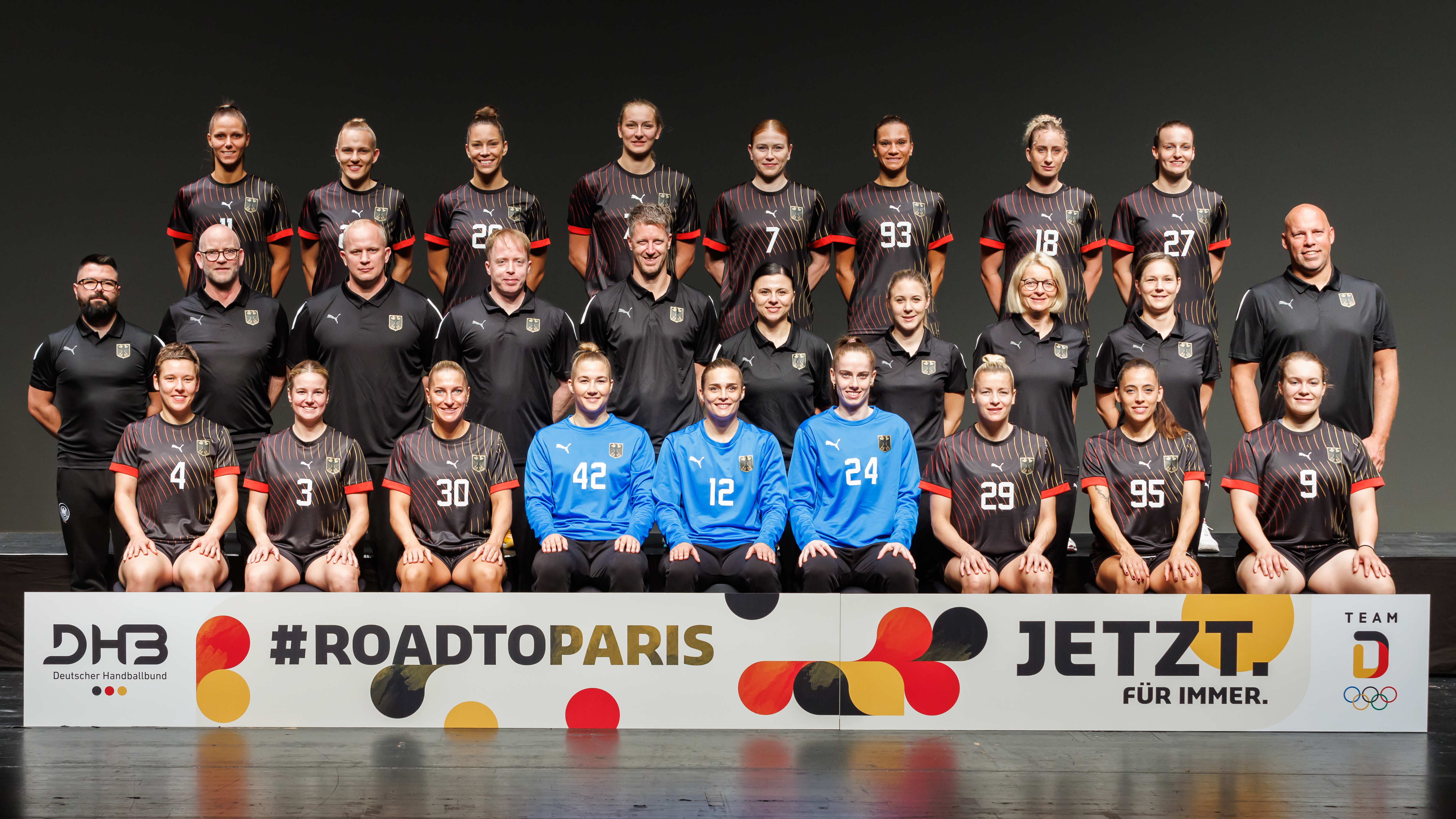
Die deutsche Handballnationalmannschaft der Frauen am 20. Juli 2024

Sowohl die Frauen-Nationalmannschaft als auch die Männer-Nationalmannschaft konnten seit ihrem Bestehen Weltmeister werden.

#### Erfolge bei Weltmeisterschaften
Weltmeisterschaft der Männer:
- Sieg: 1938, 1978, 2007
- Platz 2: 1954, 2003
- Platz 3: 1958

Weltmeisterschaft der Frauen:
- Sieg 1993
- Platz 3: 1965, 1997, 2007

#### Erfolge bei Europameisterschaften
Europameisterschaft der Männer:
- Sieg: 2004, 2016
- Platz 2: 2002
- Platz 3: 1998

Europameisterschaft der Frauen:
- Platz 2: 1994

#### Erfolge bei Olympischen Spielen
Die deutschen Männer konnten bei den Spielen der Olympiade folgende Erfolge verbuchen:
- Sieg: 1936 (Großfeld)
- 2. Platz: 1984, 2004, 2024 (Halle)
- 3. Platz: 2016

#### Erfolge der Junioren
Junioren:
- U-21-Weltmeister 2009, 2011, 2023
- U-20-Europameister 2004, 2006, 2014

Juniorinnen:
- U-20-Weltmeister 2008

#### Erfolge der Jugend
Männliche Jugend
- U-19-Europameister 2021
- U-18-Europameister 2008, 2012

#### Erfolge bei Beachhandball-Weltmeisterschaften
Frauen-Nationalmannschaft
- 1. Platz: 2022, 2024
- 2. Platz: 2006

#### Erfolge bei Beachhandball-Europameisterschaften
Männer-Nationalmannschaft
- 2. Platz: 2004, 2023

Frauen-Nationalmannschaft
- 1. Platz: 2006, 2021, 2023
- 2. Platz: 2000, 2007
- 3. Platz: 2004

Männliche Jugend
- 1. Platz 2018 (U18)
- 3. Platz 2017 (U17), 2022 (U16)

Weibliche Jugend
- 3. Platz 2015, 2017 (U17), 2018 (U18), 2019 (U17)

## Organisation und Struktur

### Mitglieder

#### Landesverbände
Die folgenden 18 Landesverbände gehören dem DHB als Mitglieder an:
1. Handballverband Niedersachsen-Bremen (Zusammenschluss aus Bremer Handballverband (BHV) und Handballverband Niedersachsen (HVN))
2. Handball-Verband Sachsen-Anhalt (HVSA)
3. Handball-Verband Berlin (HVB)
4. Handball-Verband Brandenburg (HVB)
5. Hamburger Handball-Verband (HHV)
6. Handballverband Mecklenburg-Vorpommern (HVMV)
7. Handballverband Schleswig-Holstein (HVSH)
8. Bayerischer Handball-Verband (BHV)
9. Handball-Verband Sachsen (HVS)
10. Hessischer Handballverband (HHV)
11. Pfälzer Handball-Verband (PfHV)
12. Handball-Verband Rheinhessen (HVR)
13. Handball-Verband Saar (HVS)
14. Thüringer Handball-Verband (THV)
15. Handball-Verband Rheinland (HVR)
16. Handballverband Nordrhein (Zusammenschluss aus Handball-Verband Mittelrhein (HVM) und Handball-Verband Niederrhein (HVN))
17. Handball-Verband Westfalen (HV Westfalen)
18. Baden-Württembergischer Handball-Verband

#### Ligaverbände der Männer und der Frauen
Die folgenden Ligaverbände der Männer und der Frauen gehören dem DHB als Mitglieder an:
1. Handball-Bundesliga (Männer)
2. Handball Bundesliga Frauen

#### Regionalverbände
Fünf Regionalverbände gehörten dem DHB als Mitglied an. Als letzter der Regionalverbände trat im Jahr 2023 der Westdeutsche Handball-Verband (WHV) aus dem DHB aus.

#### Ehrenmitglieder
Personen, die sich um den Handballsport oder den DHB besonders verdient gemacht haben, können auf Antrag des Erweiterten Präsidiums zu Ehrenmitgliedern ernannt werden. Sie haben Sitz im Handball-Bundestag.

### Präsidenten
- Willi Daume (1949–1955)
- Ernst Feick (1955–1966)
- Otto Seeber (1966–1972)
- Bernhard Thiele (1972–1989)
- Hans-Jürgen Hinrichs (1989–1993)
- Bernd Steinhauser (1993–1998)
- Ulrich Strombach (1998–2013)
- Bernhard Bauer (2013–2015)
- Andreas Michelmann (seit 2015)

## Soziales Engagement: Handball Hilft
Das Soziale Engagement im Handball wird dadurch deutlich, dass Mitgliederverbände und Einzelpersonen im Deutschen Handballbund seit Jahren die Deutsche Krebshilfe gegen die Volkskrankheit Krebs unterstützen. Durch Benefizveranstaltungen und Spenden zahlreicher Handballvereine aus allen Bundesländern wurde das Projekt „HANDBALL HILFT“ zur „größten Charity-Aktion, die es im Handball je gegeben“ habe. Mit diesem Slogan steht das Soziale Engagement nach Angaben von Initiatoren „für den gesamten Handball und ist Teil von ihm“.
Spitzensportler unterstützen als „Handball Hilft – Botschafter“ die Stiftung Deutsche Krebshilfe gezielt dabei, die wichtigen Anliegen und die Informationen zur Vorbeugung, Vermeidung und Hilfe in die Breite zu tragen. Zum aktuellen Kreis der Botschafter gehören u. a. Steffen Fäth, Tobias Reichmann, Dario Quenstedt, Renate Wolf, Andreas Thiel, Daniel Stephan und Michael Roth.

## Aufarbeitung und Prävention von Gewalt
Von November 2022 bis Dezember 2022 existierte eine vom DHB initiierte interdisziplinäre, externe und unabhängige Kommission zur Aufarbeitung und Prävention von Gewalt zusammen. Hintergrund waren Erkenntnisse zu sexualisierter Gewalt bzw. sexualisiertem Machtmissbrauch im deutschen Handball. Der Kommission gehörten u. a. Angela Marquardt und Christian Pfeiffer an. „Unüberbrückbare persönliche Differenzen“ waren nach Aussage des DHB der Grund für die Auflösung der Kommission im Dezember 2022. Im März 2023 nahm eine neue Kommission die Arbeit auf. Das Ziel der Kommission war es, bis Ende 2024 einen Bericht vorzulegen. Im Juli 2024 musste die Kommission aufgrund einer einstweiligen Verfügung des Oberlandesgerichtes Hamm ihre Arbeit „in Teilen und bis zu einer Entscheidung im Hauptsacheverfahren“ einstellen. Gegen diese Entscheidung legte der DHB vor dem Landgericht Dortmund Einspruch ein. Ab Juni 2025 konnte die Kommission ihre Arbeit wieder aufnehmen.

## Beach-Handball gegen Krebs
Seit Sommer 2019 konzentriert sich das soziale Engagement des DHB auch gezielt auf die Primärprävention gegen Hautkrebs. Die Stiftung Deutsche Krebshilfe und der DHB haben den Bereich Beach-Handball für eine Aufklärungs-Kooperation über die Gesundheitsgefahren von zu hoher UV-Ausstrahlungen gewählt, wie Axel Kromer als Vorstand Sport des DHB bekannt gab. Bei der Trendsportart Beachball sei „richtiger Sonnenschutz ein Muss“ betonte Krebshilfe-Vorstandsvorsitzender Gerd Nettekoven. Die UV-Strahlung der Sonne könne das Hautkrebsrisiko erhöhen und das Immunsystem schwächen. Die neuen Kooperationspartner wollen im positiven Umfeld dieser populären Sportart regelmäßig aktuelle Informationen zur Krebsprävention vermitteln.

## Weltrekordversuch am 12. September 2020
Der DHB unterstützt eine Aktion sämtlicher deutscher Handballverbände. Demnach haben alle Teams bundesweit die Möglichkeit am Weltrekordversuch Welches Team schafft in 60 Minuten die meisten Pässe? teilzunehmen. Die drei Mannschaften, die in 60 Minuten nach den vorgegebenen Regeln die meisten Pässe gespielt haben (Videoaufzeichnung ist zwingend erforderlich) werden nach London zu Guinness World Records geschickt, wo die Rekordversuche überprüft werden.